# Avernas-le-Bauduin Airport
Avernas-le-Bauduin Airport är en flygplats i Belgien.   Den ligger i provinsen Liège och regionen Vallonien, i den centrala delen av landet, 50 kilometer öster om huvudstaden Bryssel. Avernas-le-Bauduin Airport ligger 107 meter över havet.
Terrängen runt Avernas-le-Bauduin Airport är platt. Runt Avernas-le-Bauduin Airport är det ganska tätbefolkat, med 134 invånare per kvadratkilometer.. Närmaste större samhälle är Hannut, 4,8 kilometer söder om Avernas-le-Bauduin Airport. 
Trakten runt Avernas-le-Bauduin Airport består till största delen av jordbruksmark.